# Pocket PC 2000
Pocket PC 2000, originalment amb nom en clau "Rapier", va ser llançat el 19 abril del 2000, i es va basar en Windows CE 3.0. Va ser el debut del que més tard va ser conegut com el sistema operatiu Windows Mobile, i destinat a ser el successor del sistema operatiu a bord de Pocket PC. La compatibilitat amb versions anteriors es va mantenir amb aquest tipus d'aplicacions Pocket PC. Pocket PC 2000 va ser pensat principalment per dispositius Pocket PC, no obstant això diversos dispositius Pocket PC tenien la capacitat d'actualitzar també. A més, diversos telèfons Pocket PC 2000 van ser posats en llibertat, però la plataforma de maquinari de Microsoft "telèfon intel·ligent" encara no s'ha creat. L'única resolució admesa per aquest llançament va ser de 240 x 320 (QVGA). Els formats de les targetes d'emmagatzematge extraïbles que van rebre suport van ser CompactFlash i MultiMediaCard. En aquest temps els dispositius Pocket PC no havien estat estandarditzats amb una arquitectura específica de la CPU. Com a resultat, Pocket PC 2000 va ser llançat en múltiples arquitectures de CPU; SH-3, MIPS, i ARM.
El sistema operatiu Pocket PC original tenia aparença similar als sistemes operatius Windows 98, Windows Me, i Windows 2000. Pocket PC 2000 no es va suportar a partir del 10 de setembre de 2007.
Aquesta versió inicial tenia múltiples aplicacions integrades, molts d'ells amb la marca de manera similar perquè coincideixi amb les seves contraparts d'escriptori; tal com Microsoft Reader, Microsoft Money, Pocket Internet Explorer and Windows Media Player. La versió de Microsoft Office és anomenada Pocket Office També s'agrupen i s'inclouen Pocket Word, Pocket Excel i Pocket Outlook. Notes, una aplicació per prendre notes va veure el seu primer llançament i serien recolzades per la majoria de les versions posteriors de Windows Mobile. Suport per al reconeixement intel·ligent de caràcters permetent a Notes distingir estils d'escriptura a mà per ser apreses pel sistema operatiu durant el procés de millorar els nivells de precisió i reconeixement.